# Wismilak International 2000
Пismilak International 2000 — жіночий тенісний турнір, що проходив на відкритих кортах з твердим покриттям у Куала-Лумпурі (Малайзія). Належав до турнірів 3-ї категорії в рамках Туру WTA 2000. Відбувсь ушосте і тривав з 6 листопада до 12 листопада 2000 року. Несіяна Генрієта Надьова здобула титул в одиночному розряді і отримала 27,5 тис. доларів США.

## Фінальна частина

### Одиночний розряд
Генрієта Надьова —  Іва Майолі, 6–4, 6–2
- Для Надьової це був 3-й титул в одиночному розряді за сезон і 8-й — за кар'єру.

### Парний розряд
Генрієта Надьова /  Сільвія Плішке —  Лізель Горн /  Ванесса Вебб, 6–4, 7–6(7–4)